# Segunda División Peruana 1944
La Segunda División Peruana 1944, segunda edición del torneo, fue jugada por cinco equipos. Se disputó desde finales de 1944 hasta mediados de 1945 y fue organizada por la Asociación No Amateur.
Respecto al torneo anterior, ningún equipo fue promovido o relegado en la Rueda de Promoción de 1943 y Jorge Chávez ascendió de la Liga Regional de Lima y Callao 1943.
El ganador del torneo, Ciclista Lima, fue promovido a la Rueda de Promoción contra el último de la Primera División de 1944, Sporting Tabaco, con el cual perdió y no logró ascender. No hubo descenso.

## Ascensos y descensos
| Posición | Ascendido de Liga Regional de 1943 |
| -------- | ---------------------------------- |
| 1º       | Jorge Chávez                       |

## Equipos participantes
| Club                 | Ciudad   |
| -------------------- | -------- |
| Ciclista Lima        | Lima     |
| Jorge Chávez         | Callao   |
| Progresista Apurímac | Callao   |
| Santiago Barranco    | Barranco |
| Telmo Carbajo        | Callao   |

## Tabla de posiciones
| Pos. | Club                 | PJ | PG | PE | PP | GF | GC | DG  | Pts. |
| ---- | -------------------- | -- | -- | -- | -- | -- | -- | --- | ---- |
| 1    | Ciclista Lima        | 8  | 7  | 0  | 1  | 24 | 7  | +17 | 21   |
| 2    | Telmo Carbajo        | 8  | 5  | 1  | 2  | 21 | 13 | +8  | 16   |
| 3    | Santiago Barranco    | 8  | 4  | 1  | 3  | 21 | 13 | +8  | 13   |
| 4    | Jorge Chávez         | 8  | 3  | 0  | 5  | 15 | 26 | −11 | 9    |
| 5    | Progresista Apurímac | 8  | 0  | 0  | 8  | 4  | 27 | −23 | 0    |

|  | Campeón |

## Resultados
| Local \ Visitante    | CIC  | JCC  | PRO | SAN | TEL |
| -------------------- | ---- | ---- | --- | --- | --- |
| Ciclista Lima        |      | W.O. | 7–0 | 5–1 | 3–1 |
| Jorge Chávez         | 1–5  |      | 2–0 | 3–2 | 3–5 |
| Progresista Apurímac | W.O. | 0–3  |     | 0–1 | 2–5 |
| Santiago Barranco    | 2–1  | 9–0  | 6–2 |     | 0–0 |
| Telmo Carbajo        | 2–3  | 1–0  | 3–0 | 2–0 |     |

### Fecha 1
Se jugó el día sábado 9 de diciembre de 1944.
| Equipo 1          | Resultado | Equipo 2      |
| ----------------- | --------- | ------------- |
| Santiago Barranco | 9–0       | Jorge Chávez  |
| Ciclista Lima     | 3–2       | Telmo Carbajo |

### Fecha 2
Se jugó el día domingo 17 de diciembre de 1944.
| Equipo 1      | Resultado | Equipo 2             |
| ------------- | --------- | -------------------- |
| Ciclista Lima | 1–2       | Santiago Barranco    |
| Telmo Carbajo | 3–0       | Progresista Apurímac |

### Fecha 3
Se jugó el día domingo 24 de diciembre de 1944.
| Equipo 1             | Resultado | Equipo 2          |
| -------------------- | --------- | ----------------- |
| Telmo Carbajo        | 0–0       | Santiago Barranco |
| Progresista Apurímac | 0–3       | Jorge Chávez      |

### Fecha 4
Se jugó el día domingo 31 de diciembre de 1944.
| Equipo 1             | Resultado | Equipo 2          |
| -------------------- | --------- | ----------------- |
| Progresista Apurímac | 0–1       | Santiago Barranco |
| Jorge Chávez         | 1–5       | Ciclista Lima     |

## Rueda de promoción
| 23 de julio de 1945 | Sporting Tabaco | 2-0 | Ciclista Lima |  |  |

| 30 de junio de 1945 | Ciclista Lima | 2-4 | Sporting Tabaco |  |  |